# モーリシャス大学
モーリシャス大学（University of Mauritius）は、モーリシャスの大学。1965年に設立され、同国で最も歴史が古く規模の大きい大学である。公立大学であり、キャンパスは首都ポートルイスの南にあるモカ県のレデュイに置かれている。
モーリシャス大学はこの10年間で急速に拡大しており、年に10%ずつ学生数が増大する状況にある。

## 教育及び研究組織
設立時は農学部、政治学部、工学部の三学部体制でスタートした。その後規模が拡大し、現在では農学部、工学部、理学部、法・経営学部、人文社会学部の5学部体制となっている。そのほか、医学研究センターや遠隔教育センター、情報技術・システムセンター、コンサルティングセンターも持っている。